# Paullus Fabius Maximus
Paullus Fabius Maximus (* um 46 v. Chr.; † 14 n. Chr.) war ein römischer Politiker und Senator der augusteischen Zeit.
Paullus stammte aus der Patrizierfamilie der Fabier und war Sohn des Quintus Fabius Maximus, Suffektkonsul 45 v. Chr. Sein jüngerer Bruder war Africanus Fabius Maximus, Konsul 10 v. Chr. Paullus war ein enger und einflussreicher Freund des Kaisers Augustus und mit Marcia, der Tochter des Lucius Marcius Philippus und Cousine des Augustus, verheiratet. Er wirkte auch als Mäzen der römischen Dichter Horaz und Ovid.
Zwischen 22 und 19 v. Chr. war Paullus als Quaestor Augusti Begleiter des Augustus auf dessen Reise in den Osten. Aus der Tatsache, dass seine Gattin im Osten ein Grabmal erhielt, ist der Schluss gezogen worden, er sei um 15 v. Chr. Statthalter von Cyprus gewesen. Dies ist jedoch nicht sicher. Im Jahr 11 v. Chr. bekleidete Paullus mit seinem Kollegen Quintus Aelius Tubero das ordentliche Konsulat. Ohne Einhaltung des fünfjährigen Intervalls war er 10/9 v. Chr. Prokonsul der Provinz Asia und 3/2 v. Chr. Legat der Provinz Hispania Tarraconensis. Paullus war auch Pontifex und Arvalbruder.
Ovid richtet mehrere seiner Briefe aus der Verbannung an ihn, mit der Bitte, dass er seinen Einfluss auf Augustus nutze und eine Aufhebung oder Abmilderung der Verbannung erwirke.
Anfang des Sommers 14 n. Chr. soll Paullus als einziger Begleiter an einem geheimen Besuch des Princeps bei dessen verbanntem Enkel Agrippa Postumus auf der Insel Planasia nahe Elba teilgenommen und dies seiner Gattin Marcia erzählt, diese aber ihrerseits die Kaiserin Livia davon in Kenntnis gesetzt haben soll. Dies habe den Anlass geliefert, dass Paullus bei Augustus in Ungnade gefallen und kurz vor dessen Tod vielleicht durch Selbstmord geendet sei. In der Forschung wird diese Geschichte meist für unglaubwürdig gehalten. Sein Sohn war der ordentliche Konsul des Jahres 34 n. Chr. Paullus Fabius Persicus.